# Tatiana Chișca
Tatiana Chișca (Bălți, 1995. július 19. –) moldáv úszó.

## Élete
17 évesen ott volt Londonban, a 2012. évi nyári olimpiai játékokon, azonban a női 100 méteres mellúszás selejtezőjéből nem jutott tovább, 1:13.30-asidőeredményével összességében – a 46 fős mezőnyben – a 40. helyen végzett. A 2016-os román úszóbajnokságon megúszta az olimpiai B szintet 100 m mellen, így ott lehetett a riói nyári játékokon is, ahol végül – a 44 fős mezőnyben – a 36. helyen végzett.
2015-ben, a kvangdzsui universiadén a női 100 méteres mell versenyszámában a 29. helyen végzett, míg 50 méteren a 17. helyet sikerült megszerezni magának.